# Vida noturna

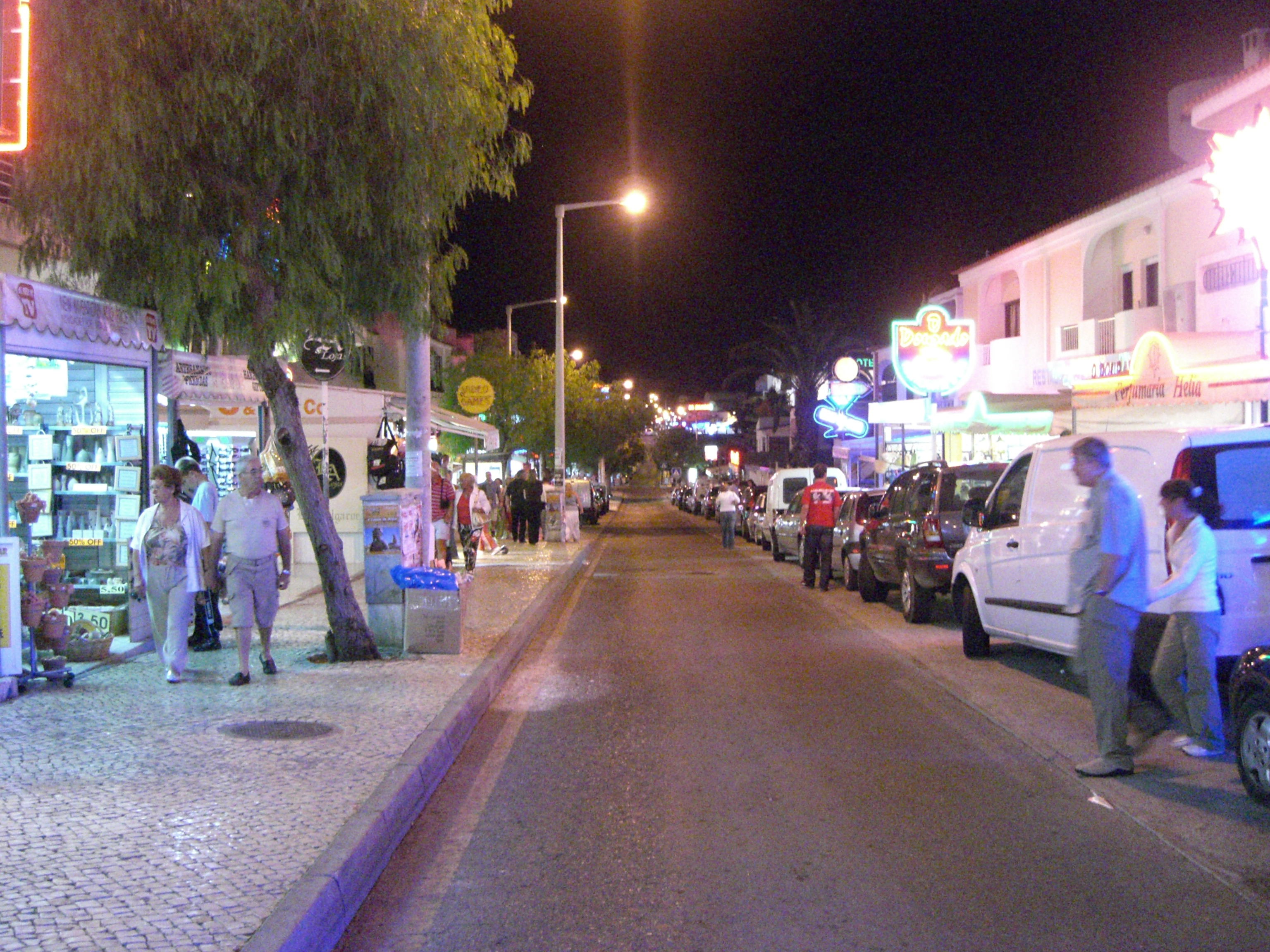
Vida Noturna em Albufeira, Portugal

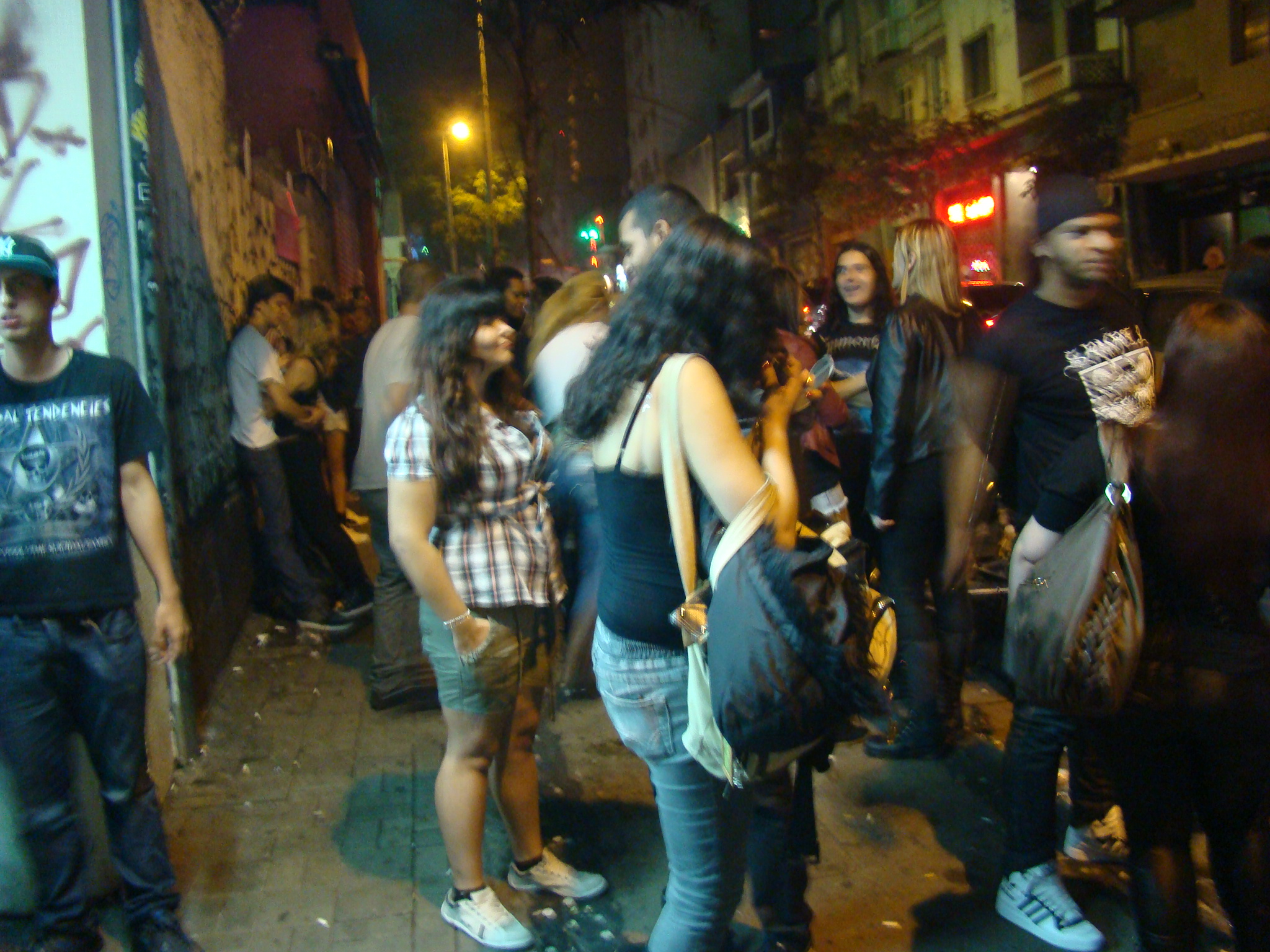
Rock bar na R. Augusta, São Paulo, Brasil

Vida noturna é o termo coletivo utilizado para qualquer forma de entretenimento que esteja disponível e seja mais popular do anoitecer até às primeiras horas da manhã. Ela inclui bares, casas noturnas, música ao vivo, cabarés, clubes, teatros e cinemas alternativos, shows e alguns restaurantes que uma área específica pode apresentar.
A vida noturna engloba diversão, que pode ir de inofensiva até o nível da degradação moral. O entretenimento noturno é inerentemente mais arriscado do que a diversão diurna, e geralmente mais orientada para adultos jovens. Sob certas circunstâncias, "vida noturna" também pode significar "diversão para adultos", como uma zona de prostituição, por exemplo.
Cidades na Europa conhecidas por sua animada vida noturna incluem Berlim, Ibiza e Amsterdam. Em Portugal, as cidades do Porto, Lisboa e Albufeira. No Brasil, destacam-se Rio de Janeiro, São Paulo, Salvador, Belo Horizonte, Recife, Balneário Camboriú e Fortaleza.